# Episodi di Ally McBeal (quinta stagione)
La quinta e ultima stagione della serie televisiva Ally McBeal, composta da 22 episodi, è stata trasmessa per la prima volta negli Stati Uniti d'America da Fox dal 29 ottobre 2001 al 20 maggio 2002.
Viene trasmessa in lingua italiana sul canale svizzero TSI 1 dal 1º ottobre 2002 al 18 marzo 2003, mentre in Italia è andata in onda su Italia 1 dal 31 gennaio al 6 aprile 2005.
| nº | Titolo originale                  | Titolo italiano                           | Prima TV USA     | Prima TV Svizzera |
| -- | --------------------------------- | ----------------------------------------- | ---------------- | ----------------- |
| 1  | Friends and Lovers                | Amici e amanti                            | 29 ottobre 2001  | 1º ottobre 2002   |
| 2  | Judge Ling                        | Giudice Ling                              | 5 novembre 2001  | 8 ottobre 2002    |
| 3  | Neutral Corners                   | Dichiarazione                             | 12 novembre 2001 | 15 ottobre 2002   |
| 4  | Fear of Flirting                  | La fuga di John                           | 19 novembre 2001 | 22 ottobre 2002   |
| 5  | Want Love                         | Voglio amore                              | 26 novembre 2001 | 29 ottobre 2002   |
| 6  | Lost and Found                    | Di nuovo insieme                          | 3 dicembre 2001  | 5 novembre 2002   |
| 7  | Nine One One                      | Il coraggio di sperare                    | 10 dicembre 2001 | 12 novembre 2002  |
| 8  | Playing with Matches              | La regina di cuori                        | 7 gennaio 2002   | 19 novembre 2002  |
| 9  | Blowin' in the Wind               | La casa dei sogni                         | 14 gennaio 2002  | 26 novembre 2002  |
| 10 | One Hundred Tears                 | Cento lacrime                             | 21 gennaio 2002  | 3 dicembre 2002   |
| 11 | A Kick in the Head                | Ciao mamma                                | 4 febbraio 2002  | 10 dicembre 2002  |
| 12 | The New Day                       | La socia                                  | 11 febbraio 2002 | 17 dicembre 2002  |
| 13 | Woman                             | Donne                                     | 18 febbraio 2002 | 7 gennaio 2003    |
| 14 | Homecoming                        | Amarsi per sempre                         | 25 febbraio 2002 | 14 gennaio 2003   |
| 15 | Heart and Soul                    | Il regalo più prezioso                    | 4 marzo 2002     | 21 gennaio 2003   |
| 16 | Love Is All Around (Part 1 & 2)   | Un mondo di amore (prima e seconda parte) | 15 aprile 2002   | 28 gennaio 2003   |
| 17 | Love Is All Around (Part 1 & 2)   | Un mondo di amore (prima e seconda parte) | 15 aprile 2002   | 4 febbraio 2003   |
| 18 | Tom Dooley                        | Tom Dooley                                | 22 aprile 2002   | 11 febbraio 2003  |
| 19 | Another One Bites the Dust        | Un altro fallimento                       | 29 aprile 2002   | 18 febbraio 2003  |
| 20 | What I'll Never Do for Love Again | Il padre di Richard                       | 6 maggio 2002    | 25 febbraio 2003  |
| 21 | All of Me                         | Il vero Io                                | 13 maggio 2002   | 11 marzo 2003     |
| 22 | Bygones                           | Pietra sopra                              | 20 maggio 2002   | 18 marzo 2003     |

## Amici e amanti
- Titolo originale: Friends and Lovers
- Diretto da: Bill D'Elia
- Scritto da: David E. Kelley

### Trama
Ally assume Jenny per lavorare come associata presso Cage & Fish. Jenny si trova faccia a faccia con il suo vecchio fidanzato quando scopre che questo è l'altro nuovo socio di Cage & Fish. Cage fraintende Ally quando la sente dire che lo ama e si propone di conquistare il suo cuore.

## Giudice Ling
- Titolo originale: Judge Ling
- Diretto da: Oz Scott
- Scritto da: David E. Kelley

### Trama
Jenny, Ally e Glenn sono assegnati a presiedere il caso di telemarketing. Coretta convince John che deve avere un bell'aspetto per fare una buona impressione e John finisce per vestirsi con una finta tuta muscolare per sbarazzarsi del suo magnetismo da donne strane. Ling e Nelle "si complimentano" con dei gemelli per strada. La madre dei bambini è la moglie del governatore del Massachusetts, che offre a Ling un posto di giudice.

## Dichiarazione
- Titolo originale: Neutral Corners
- Diretto da: Arvin Brown
- Scritto da: David E. Kelley

### Trama
Ally ha un sogno su Raymond e Glenn. Ally decide di fare uno spot pubblicitario usando la troupe del programma televisivo di Ling e Claire Otoms come annunciatrice. Glenn dice ad Ally che non è interessato a lei e Raymond chiede a Glenn se dovrebbe uscire con Ally. John confessa i suoi sentimenti per Ally ed è deluso quando lei dice che non saranno mai più che amici.

## La fuga di John
- Titolo originale: Fear of Flirting
- Diretto da: Greg Germann
- Scritto da: Roberto Benabib, David E. Kelley e Constance M. Burge

### Trama
Ally e Glenn continuano a flirtare, portando a un consapevole evitamento l'uno dell'altro. John se ne va, preoccupando le signore dell'azienda, in particolare Nelle. Raymond viene citato in giudizio da un ex avvocato avversario per molestie sessuali e chiede a Jenny di rappresentarlo.

## Voglio amore
- Titolo originale: I Want Love
- Diretto da: Michael Schultz
- Scritto da: David E. Kelley

### Trama
La madre di Jenny viene licenziata dal lavoro per essere uscita con un ventenne. Jenny vuole che Ally perda la causa. La chiusura di Ally fa cambiare idea a Jenny che accetta il suo futuro patrigno. Ling cerca casi più eccitanti per il suo spettacolo e porta un'intera orchestra in tribunale.

## Di nuovo insieme
- Titolo originale: Lost and Found
- Diretto da: Mel Damski
- Scritto da: David E. Kelley (sceneggiatura); David E. Kelley e Peter Blake (soggetto)

### Trama
John fa un ritorno a sorpresa ed è scioccato dopo aver sentito che Richard ha organizzato una festa nel suo "buco". Raymond convince Glenn e Ally a uscire con lui e Jenny, ma Jenny e Glenn tornano insieme. Ling posa nuda per dare risalto al suo personaggio televisivo. Coretta e Richard si ritrovano coinvolti in un'indagine della polizia su una donna che sposa vecchi uomini ricchi per soldi.

## Il coraggio di sperare
- Titolo originale: Nine One One
- Diretto da: Billy Dickson
- Scritto da: David E. Kelley

### Trama
Ally aiuta un pastore licenziato dalla sua chiesa per non aver creduto in Dio. John prende un caso con avversario un sindaco che ha annullato la parata di Natale, a causa di un disastro in cui sono morte delle persone. Jenny ed Elaine si confrontano sul comportamento di Elaine con Glenn alla festa di Natale dell'ufficio.

## La regina di cuori
- Titolo originale: Playing with Matches
- Diretto da: David Semel
- Scritto da: David E. Kelley (sceneggiatura); David E. Kelley, Roberto Benabib e Constance M. Burge (soggetto)

### Trama
Il matrimonio della madre di Jenny si avvicina. Ally e Jenny sono scioccate quando il futuro patrigno ci prova con Ally. John e Coretta aiutano Kimmy Bishop a citare in giudizio un mediatore per aver detto che è "impareggiabile".

## La casa dei sogni
- Titolo originale: Blowin' in the Wind
- Diretto da: Rachel Talalay
- Scritto da: Roberto Benabib, Constance M. Burge e Cindy Lichtman

### Trama
Ally acquista impulsivamente una casa. Richard convince gli altri ad aiutare a dipingere la casa come sorpresa per Ally, che assume il tuttofare Victor per aggiustare la casa. Ally si occupa del caso di un uomo che ha speso talmente tanti soldi per comprare regali a sua moglie da finire in banca rotta.

## Cento lacrime
- Titolo originale: One Hundred Tears
- Diretto da: Bill D'Elia
- Scritto da: David E. Kelley

### Trama
Ally difende un uomo che ha fatto irruzione nella sua vecchia casa per saltare dalla finestra della sua vecchia camera da letto. Harvey Hall, infatti, crede di poter volare usando le ali che ha costruito. Harriet Pumple cerca di trovare un partner per Elaine, Coretta, Richard e John. Abbina Elaine a Victor. Quando John si rifiuta di lasciare che Harriet trovi una partner per lui, l'intero ufficio gli canta We Gotta Get You a Woman.

## Ciao mamma
- Titolo originale: A Kick in the Head
- Diretto da: David Grossman e Jeannot Szwarc
- Scritto da: David E. Kelley

### Trama
Maddie Harrington, 10 anni, si presenta alla porta di Ally dicendo che è sua figlia, il risultato di un pasticcio della banca degli ovuli dove Ally ha venduto i suoi ovuli dieci anni fa. Maddie decide di rimanere a Boston con Ally in via di prova fino a quando non decideranno dove rimarrà. Richard prende il caso di un uomo che ha ucciso la propria moglie con un calcio in testa perché, per via di allucinazioni dovute ad un tumore al cervello, ne aveva scambiato la testa per un pallone.

## La socia
- Titolo originale: The New Day
- Diretto da: Bethany Rooney
- Scritto da: David E. Kelley

### Trama
Ally è troppo protettiva nei confronti di Maddie, affrontando il preside della sua scuola, l'insegnante e i compagni di classe. Decide di assumere una tata, ma non riesce a trovarne una adatta ai suoi standard, quindi assume Victor, che ha sviluppato un buon legame con Maddie. Ad Ally viene offerto di diventare socia dello studio legale dopo la partenza di John. Ally scopre che lo studio sta perdendo soldi e deve licenziare un dipendente. Coretta e Raymond si affrontano in tribunale sul caso di una avvocatessa licenziata perché stava morendo di AIDS.

## Donne
- Titolo originale: Woman
- Diretto da: Jeannot Szwarc
- Scritto da: David E. Kelley

### Trama
Ally licenzia Jenny, provocando le dimissioni di Glenn. Glenn e Jenny decidono di avviare un nuovo studio legale insieme e di lasciare Cage, Fish & McBeal. Ally vuole che Nelle sia più gentile e le chiede di esibirsi al bar. Claire Otoms vuole assistenza legale perché è stata licenziata per molestie sessuali dal suo studio. Richard decide di assumerla come segretaria. Maddie inizia a fare domande sul sesso e insiste che Ally e Victor le mostrino un bacio alla francese.

## Amarsi per sempre
- Titolo originale: Homecoming
- Diretto da: Billy Dickson
- Scritto da: David E. Kelley (sceneggiatura); David E. Kelley, Roberto Benabib e Constance M. Burge (soggetto)

### Trama
Ally fa il test del DNA dopo sogni ricorrenti in cui si presentano i veri genitori di Maddie. Maddie scappa a New York City per vedere sua zia. Una donna pazza si presenta alla porta di Ally in cerca di Vincent, l'amore della sua vita che possedeva la casa prima di Ally. Ally offre a Raymond un lavoro presso lo studio legale, che accetta. Claire decide di aiutare Richard a riunirsi con la sua cotta del liceo, ma lei ha subito un'operazione per cambiare sesso e ora è un uomo.

## Il regalo più prezioso
- Titolo originale: Heart and Soul
- Diretto da: Steve Gomer
- Scritto da: David E. Kelley

### Trama
Richard e Raymond vengono assunti per rappresentare Serena Feldman, una ragazza di 16 anni che morirà a meno che il giudice Hall non acconsenta a un trapianto di cuore dal padre condannato, la sua unica possibilità di salvezza. Dopo che il giudice Hall ha negato il trapianto, il padre di Serena scappa e si uccide. Maddie viene sorpresa a fumare e rivela a Victor che voleva essere sospesa per evitare la giornata tra padre e figlia a scuola.

## Un mondo di amore (prima e seconda parte)
- Titolo originale: Love Is All Around: Part 1
- Diretto da: Arlene Sanford
- Scritto da: David E. Kelley (sceneggiatura); David E. Kelley, Cindy Lichtman, Roberto Benabib e Constance M. Burge (soggetto)

### Trama
Lo studio ha un nuovo caso in cui si scontrano con una giovane avvocatessa formidabile di nome Liza, soprannominata Lolita. Preoccupati per la sua reputazione, Nelle e Richard vanno in un ristorante messicano per recuperare il loro asso nella manica, John Cage. Ally sta tentando di assumere un avvocato di alto livello, Todd, ma è preoccupata per la mancanza di azione nella relazione fra lei e Victor e pensa che Todd sia attratto da lei. John è alle prese con Lolita in tribunale, ma trova il suo punto debole quando la giovane volpe alza la posta dei suoi soliti trucchi. Todd ricorda ad Ally di Larry e mentre lei cerca di litigare con Victor finisce tra le braccia di Todd. Il matrimonio di Claire Otoms viene sospeso quando lo studio decide che ha bisogno di un accordo pre-matrimoniale, ma Coretta non è d'accordo e torna a fare la mediatrice fra i futuri sposi.
- Guest star: Christina Ricci (Liza Bump), Matthew Perry (Todd Merrick).

## Tom Dooley
- Titolo originale: Tom Dooley
- Diretto da: Sarah Pia Anderson
- Scritto da: David E. Kelley

### Trama
Ally sta andando alle Bermuda con Victor e dà il benvenuto a Liza come nuovo avvocato dello studio legale. Liza assume un altro avvocato, Wilson Jade, con cui avrebbe collaborato nello studio. Nelle e Wilson rappresentano una donna che sta facendo causa al marito per molestie sessuali, mentre John e Liza rappresentano Nicole Naples, una donna legalmente sposata con due uomini diversi. Liza e John sviluppano una grande chimica in tribunale e salvano Nicole dall'andare in prigione. Claire è entusiasta di Wilson, che fa un ottimo accordo sul caso con l'aiuto di Nelle.
- Guest Star: Heather Locklear (Nicole Naples).

## Un altro fallimento
- Titolo originale: Another One Bites the Dust
- Diretto da: Kenny Ortega
- Scritto da: David E. Kelley (sceneggiatura); David E. Kelley, Roberto Benabib e Constance M. Burge (soggetto)

### Trama
Ally e Victor tornano dal loro viaggio alle Bermuda. Ally sente che la loro relazione è in crisi perché non sono stati in grado di connettersi senza Maddie. Victor è stato citato in giudizio dalla sua ex ragazza per violazione del contratto. Nelle e Wilson si alleano contro una donna che ricatta il loro cliente per rendere pubblico un nastro del loro rapporto sessuale. Richard è ossessionato da Liza e chiede a Claire di parlare per lui attraverso un apparecchio acustico.

## Il padre di Richard
- Titolo originale: What I'll Never Do for Love Again
- Diretto da: Billy Dickson
- Scritto da: David E. Kelley

### Trama
Elaine fa un'audizione per A Chorus Line, ma non viene richiamata. Si imbatte accidentalmente nel direttore del casting, escono a cena e finiscono per fare sesso. Il padre di Richard è stato citato in giudizio dalla sua ex segretaria per molestie sessuali. L'ha licenziata perché si stava innamorando di lei, evitando di danneggiare i suoi quarant'anni di matrimonio.

## Il vero Io
- Titolo originale: All of Me
- Diretto da: Bethany Rooney
- Scritto da: Peter MacNicol e David E. Kelley

### Trama
Gli avvocati rappresentano una donna con una doppia personalità: la sottomessa Helen, profondamente innamorata del marito; e l'aggressiva Helena, che vuole il divorzio.

## Pietra sopra
- Titolo originale: Bygones
- Diretto da: Bill D'Elia
- Scritto da: David E. Kelley

### Trama
Ally scopre che Maddie soffre di un esaurimento nervoso dovuto a tutti i cambiamenti nella sua vita. Decide quindi che l'unico modo in cui può aiutare sua figlia è tornare a New York City. Mentre trascorre le sue ultime ore in città, Ally riceve la visita di Renee e Georgia. Anche lo spirito di Billy torna a farle visita...